# Diego Fuentes Díaz
Diego Fuentes Díaz (Lebrija, España, 30 de marzo de 1972) es un empresario y teórico español que tiene el cargo de CEO y fundador de Tourism Optimizer Platform y GOVERSYS.

## Reseña biográfica
Licenciado en Empresariales por la Universidad de Sevilla, Diego Fuentes Díaz es un empresario y teórico español, célebre por sus numerosos estudios acerca de la industria del Turismo, entre los que se destacan la identificación de un sector independiente: el de los viajes gubernamentales e institucionales, denominados oficialmente como ‘Governmental and Institutional Travel and Tourism’ (GITT).
Tras décadas trabajando conjuntamente con delegaciones de gobiernos y grandes instituciones en la organización y gestión de sus desplazamientos, tanto nacionales como internacionales, Fuentes Díaz cayó en la cuenta de que este tipo de viajes se estaban encuadrando de forma incorrecta en segmentos turísticos como el MICE o el VIP. Así pues, y contando con profesionales de la industria, y con el apoyo de instituciones académicas como la Universidad de Sevilla, identificó y definió oficialmente el sector de los viajes de gobiernos e instituciones, contando todo ello con el aval y el reconocimiento de la Organización Mundial del Turismo, el organismo de la Organización de las Naciones Unidas encargado de promover, proponer, investigar y divulgar todo lo relacionado con el Turismo.
Presentado en la Cumbre de Turismo Urbano de la Organización Mundial del Turismo en la ciudad de Luxor (Egipto), en 2016, recibió el apoyo y el interés unánime de los miembros de la Organización, especialmente el de, por entonces, su Secretario General, Taleb Rifai,  y posteriormente el de Zurab Pololikashvili, actual Secretario General de la Organización.
Diego Fuentes, a su vez, es Miembro Afiliado de la Organización Mundial del Turismo, y también forma parte de la Mesa del Turismo de España.
Ha sido autor y coordinador de proyectos de investigación en el sector turístico en los campos de las nuevas tecnologías, GITT y creación de plataformas digitales, entre otros. Igualmente, cuenta con una extensa bibliografía, entre la que se destacan las obras ‘International GITT Standard’ (Tourism Optimizer Platform, 2014), ‘Historia y Evolución de los Viajes Gubernamentales e Institucionales (Independiente, 2023) y multitud de publicaciones de la Organización Mundial del Turismo, medios de comunicación de tirada nacional e internacional, así como especializados en la industria del Turismo.

## Premios y reconocimientos
- Premio Jean-Baptiste Say, 2020
- Premio Touristech Startup Fest, Tourism Innovation Summit, 2022